# Arne Dankers
Arne Dankers (n. 1 iunie 1980, Calgary, Alberta, Canada) este un patinator de viteză ce a reprezentat Canada, medaliat olimpic. A participat la o ediție a Jocurilor Olimpice (2006) în care a câștigat o medalie de argint.

## Participări
Lista de mai jos prezintă principalele competiții la care a participat Arne Dankers de-a lungul carierei.
- speed skating at the 2006 Winter Olympics – men's team pursuit[*]